# St. Blasius (Dobritz)

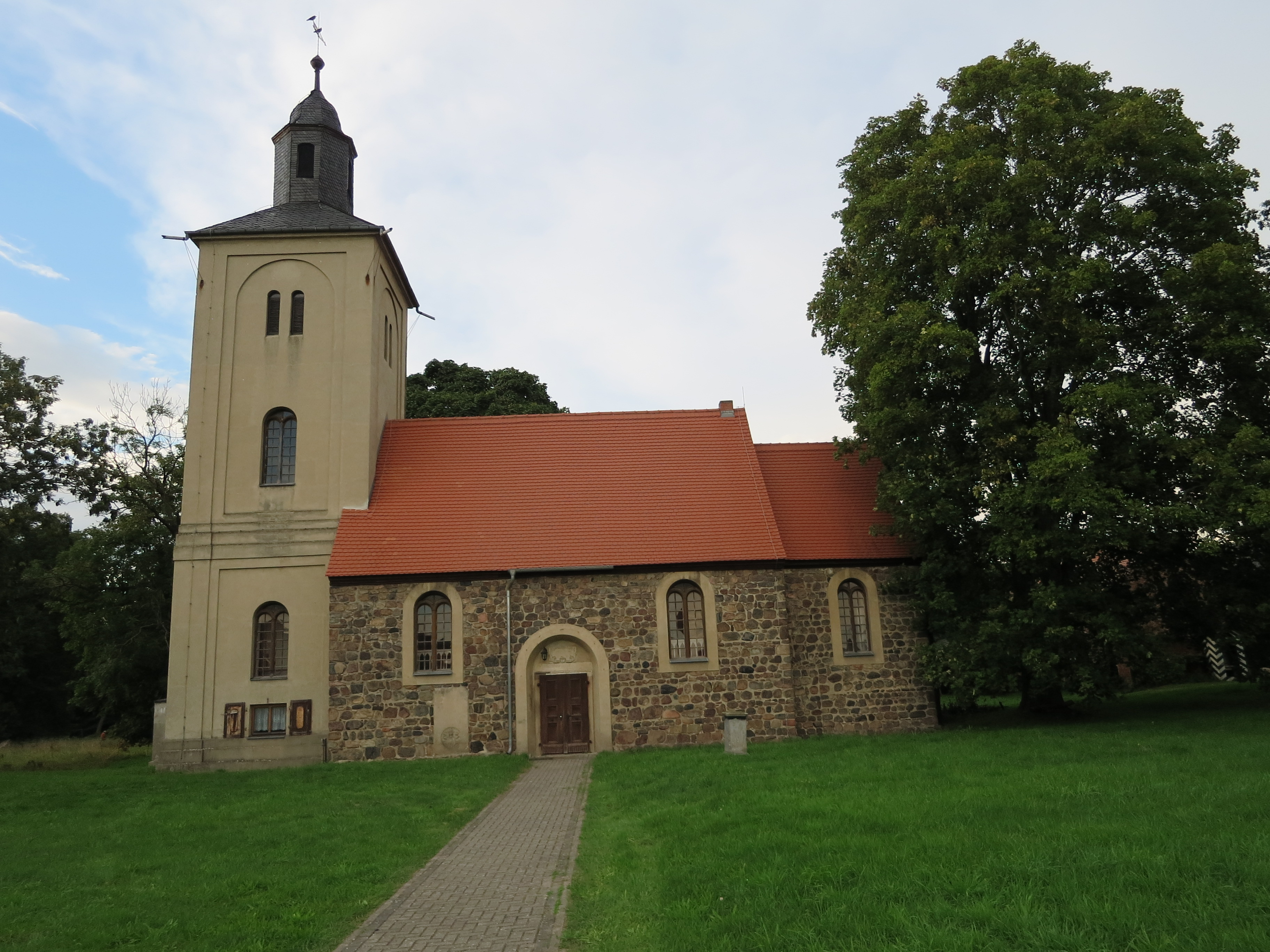
St. Blasius (Dobritz)

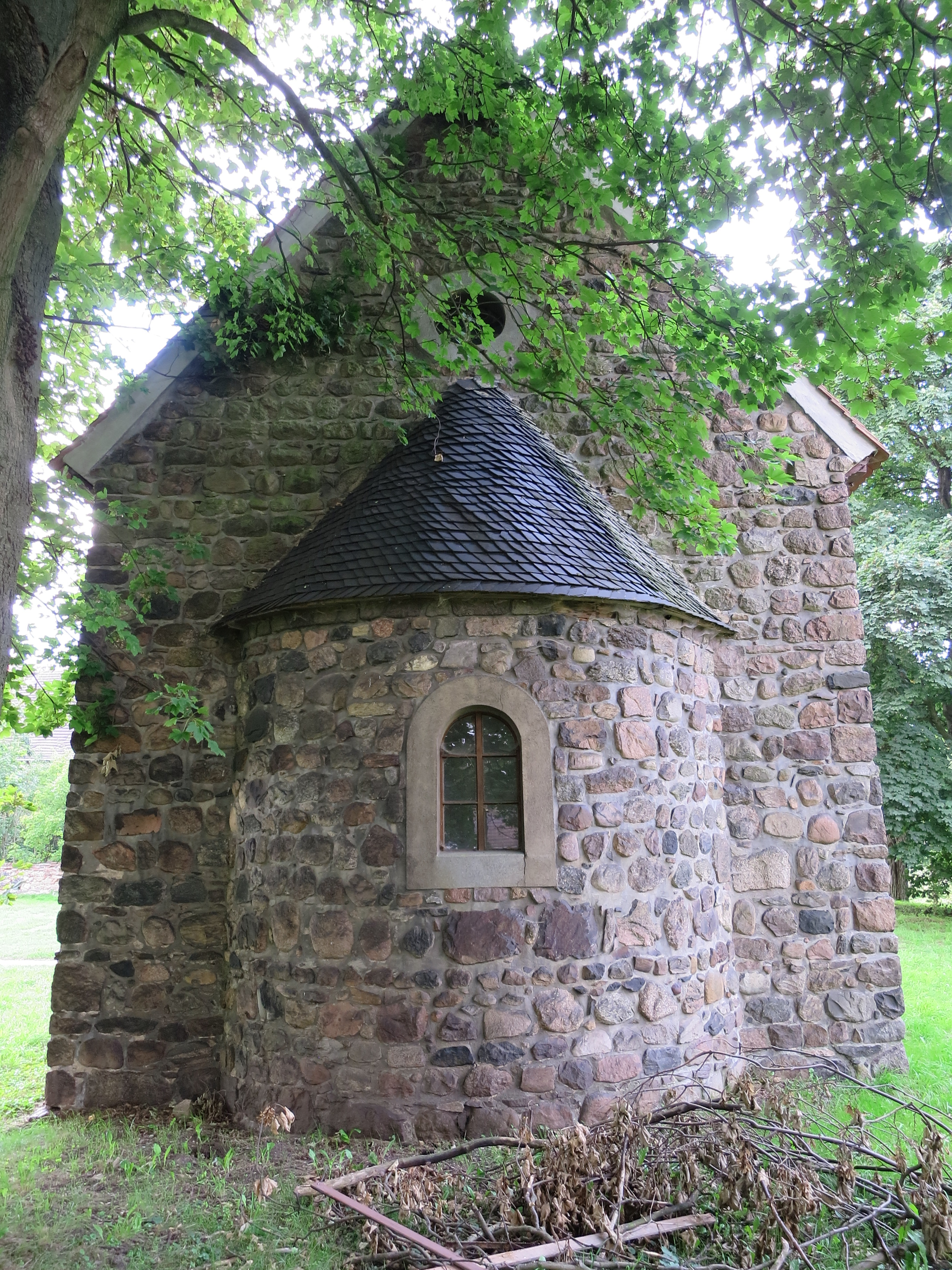
Ansicht von Osten

Die evangelische Kirche St. Blasius ist eine im Kern spätromanische Saalkirche im Ortsteil Dobritz von Zerbst/Anhalt im Landkreis Anhalt-Bitterfeld in Sachsen-Anhalt. Sie gehört zur Kirchengemeinde Dobritz im Regionalpfarramt Zerbst-Lindau der Evangelischen Landeskirche Anhalts.

## Geschichte und Architektur
Die Kirche wurde um 1400 als Wallfahrtskirche erwähnt, sie ist eine im Kern spätromanische Feldsteinkirche mit eingezogenem Chor und Apsis. Im Jahr 1808 erfolgte der Anbau eines dreigeschossigen quadratischen Westturms in klassizistischen Formen, der ursprünglich mit einem Obergeschoss aus Fachwerk versehen war und bei einer durchgreifenden Erneuerung um 1890 massiv mit geputzten Ecklisenen und einem flach ansetzenden Walmdach mit achteckigem Dachreiter abgeschlossen wurde. Vermutlich gleichzeitig entstanden die rundbogigen geputzten Fenstergewände.
Das Innere ist durch die Renovierung 1831 bestimmt; die Ausmalung wurde 1993/94 erneuert. Der Raum ist durch eine Flachdecke geschlossen, eine an der Südseite durch das Portal unterbrochene Hufeisenempore umgibt den Raum.

## Ausstattung
Eine Kanzelaltarwand in klassizistischen Formen mit zwei Durchgängen bestimmt den Raum. An den Emporen und der Altarwand sind Bibelsprüche zu lesen. Die nicht spielbare Orgel mit einem neubarocken Prospekt ist ein Werk von Steinmann aus dem Jahr 1808. Über dem Südportal ist ein großes ovales Holzepitaph für Hans Rudolph von Kalitzsch († 1694) angebracht, das in üppigem Akanthusrahmen mit Putti die Porträts des Verstorbenen und seiner zwei Gemahlinnen sowie ein Gemälde der Grablegung zeigt. Eine Bronzeglocke wurde 1754 von Franz Andreas Ziegner aus Magdeburg geliefert. Außen an der Nord- und Südseite sind drei Inschriftgrabsteine des 18. Jahrhunderts zu sehen.